# Quercus litseoides
Quercus litseoides är en bokväxtart som beskrevs av Stephen Troyte Dunn. Quercus litseoides ingår i släktet ekar, och familjen bokväxter. Inga underarter finns listade.